# Laguna Chilata
La laguna Chilata es una laguna de Bolivia de origen glaciar que se encuentran cerca de la localidad de Sorata en el departamento de La Paz, es una de las masas de agua más altas de Bolivia.
Está formada por el deshielo de glaciales, Chilata está situada a 5.030 metros sobre el nivel del mar